# La Victoria (Hiszpania)
La Victoria – gmina w Hiszpanii, w prowincji Kordoba, w Andaluzji, o powierzchni 18,01 km². W 2011 roku gmina liczyła 2379 mieszkańców.